# 国际承认航空器权利公约
国际承认航空器权利公约（英語：Convention on the International Recognition of Rights in Aircraft）是1948年通过的交通运输领域的国际公约。公约于1953年9月17日生效，公约的保存机关是国际民航组织秘书长。

## 背景
1944年11月至12月在芝加哥举行的国际民用航空会议建议签订有关转移航空器所有权的公约，且各方认为国际承认航空器权利有利于国际民用航空的发展，为此签署本公约。

## 内容
公约第一条规定以下权利获得承认：
1. 航空器所有权；
2. 通过购买并占有的行为取得航空器的权利；
3. 根据租赁（期限不少于6个月）占有航空器的权利；
4. 航空器抵押权、质权以及类似权利；

但权利的设定须符合航空器登记国法律，且航空器已登记。
公约第二条、第三条对航空器的登记做了规定。
公约还对航空器的债权、拍卖等做了规定。